# Beaulandais
Beaulandais är en kommun i departementet Orne i regionen Normandie i nordvästra Frankrike. Kommunen ligger i kantonen Juvigny-sous-Andaine som tillhör arrondissementet Alençon. År 2018 hade Beaulandais 165 invånare.

## Befolkningsutveckling
Antalet invånare i kommunen Beaulandais
| Referens: INSEE |